# Programa de capacitación
Programa de capacitación según Guerrero J. (2015) es un proceso estructurado y organizado por medio del cual se suministra información y se proporcionan habilidades a una persona para que desempeñe a satisfacción un trabajo determinado. Ha existido desde las sociedades primitivas cuando los mayores enseñaban a los jóvenes y niños a trabajar.
Complementando la idea anterior, para Chiavenato (1998) un programa de capacitación es “un proceso a corto plazo aplicado de manera sistemática y organizada, mediante el cual las personas obtienen conocimientos, aptitudes, y habilidades en función de objetivos definidos” (p. 418). De este modo, la capacitación se da por lapsos cortos, pero puede ser continua y facilita la formación integral del individuo con unos propósitos definidos.
En el contexto descrito, es una realidad que toda institución necesita capacitar a su personal, para que realice el trabajo con efectividad y eficiencia. El personal nuevo debe ser sometido constantemente a períodos de entrenamiento pero, también es necesario entrenar al personal que ya tiene tiempo dentro de la organización, incluso a los directivos; para la mejora, innovación y calidad.
Según Chiavenato (citado por Rodríguez 2005, p.37), la importancia de los programas de capacitación radica en el hecho de que los individuos que se beneficien tendrán una larga o mediana permanencia dentro de la organización; estos permiten que la organización cuente con un personal altamente calificado
.
En otras palabras Chiavenato (2000, p.558), establece que su importancia reside en el alcance de los objetivos de la organización, proporcionando oportunidades a los empleados de todos los niveles para obtener el conocimiento, la práctica y la conducta requeridos por la organización. En este sentido, la capacitación no es un gasto, sino una inversión cuyo retorno es bastante compensatorio para la organización.
Para Guerrero J. (2015) si una organización, sea cual fuere su misión no se interesa por formar a su personal se puede quedar en el pasado por cuanto la investigación en el ámbito mundial genera nuevos conocimientos en las diversas áreas y éste debe ser asumido por cuanto se desarrolla sobre la base de una realidad actual. Es así que el conocimiento innovador va desplazando al anterior. Con la aplicación de la capacitación, el fin último de toda organización es mejorar en todo su ámbito la ejecución de su misión y permitir que se lleve a efecto con plena disposición y armonía.
De acuerdo a la literatura, los impactos de estos programas son positivos, sin embargo, no está claro cuáles son los mecanismos a través de los cuales se produce dicho impacto. Una empresa multinacional llevó a cabo un programa de capacitación para el trabajo dirigido a personas sin empleo formal en Caracas, Venezuela. Se realizaron dos capacitaciones (en ventas y atención de bares), a las cuales asistieron grupos de participantes distintos. Los resultados indican que, para el primer grupo, no fue necesariamente más probable que estuvieran empleados, mientras que el segundo grupo aumentó en 16% su participación en el mercado laboral. Esto permite concluir que la capacitación permitió que las personas conocieran su grado de habilidad respecto a los demás, permitiéndoles tomar decisiones sobre su situación laboral a partir de esta nueva información.
Muchos jóvenes en países en desarrollo poseen empleos de baja calidad, con un escaso potencial de desarrollo profesional y poca posibilidad de contribuir a sus economías. Esto es particularmente problemático, dada la continua y significativa brecha en la productividad laboral que existe entre las regiones en vías de desarrollo y las ya desarrolladas. La enseñanza y formación técnica y profesional (EFTP) constituye un medio para brindar mayores oportunidades a los jóvenes marginados, mejorando sus resultados de empleabilidad. 
Una revisión de 26 estudios realizados en Latinoamérica, el Caribe, Europa, Asia, y África subsahariana, utilizando participantes con edades entre 15 y 24 años, concluyó que las intervenciones de EFTP, en general, tienen un efecto pequeño pero positivo sobre la empleabilidad y el empleo de los jóvenes. Asimismo, no se halló ningún modelo específico de intervención que fuera mejor que otros. Estos resultados, sin embargo, impiden sacar conclusiones sólidas, debido a limitaciones tanto en los estudios como en la revisión misma. Por ello, es necesario que más intervenciones de ETFP sean evaluadas, y sus resultados difundidos de forma eficiente.

## Aspectos que contiene un programa de capacitación
Stoner y Wankel (citados por Rodríguez 2005, p.36), precisan que un programa de capacitación es "un plan de un solo uso, que comprende un conjunto relativamente grande de actividades organizacionales que especifica los pasos principales, roles y tiempo así como la unidad responsable de cada paso".
A continuación Guerrero J. (2015) establece los aspectos que contiene un Programa de Capacitación, los cuales son:
- En primer lugar, se estima observar detenidamente cuál sería la necesidad de capacitación que se presenta en el grupo de empleados. Esta surge como una manifiesta presencia de desfase con respecto a lo que debería ser. Una vez detectada esta situación se procede a indagar de manera más profunda acerca de la debilidad presentada y así poder detectar de manera más precisa dónde está el problema, con esta detección se puede proceder a descifrar la acción de capacitación que es necesaria. Una de las herramientas para determinar la necesidad de capacitación es la evaluación del desempeño que se realiza por lo general una vez al año a los empleados, o también, puede ser detectada esa necesidad a través de la entrevista, el cuestionario, exámenes o a través de observaciones mediante el contacto directo con el personal. A este primer punto se le puede denominar fase de entrada. En toda organización la determinación de las necesidades de capacitación se puede realizar a partir de toda su estructura organizacional, esto en el caso de que tenga un crecimiento y por lo tanto las necesidades cambian y se hace necesario responder a las nuevas situaciones. También se puede determinar la necesidad de capacitación analizando si el recurso humano existente no es eficiente para las actividades que se deben realizar. La ausencia de líneas de formación en una determinada materia o en un tema de interés colectivo de acuerdo a una realidad social, hace necesario la propuesta y puesta en marcha de programas de capacitación.
- En segundo lugar, se constituye la programación de la capacitación, cuyas fases son: definir claramente el objetivo, determinar el contenido de capacitación, elegir del método o técnica de capacitación, también los recursos necesarios tanto humanos como técnicos, la periodicidad con la cual se va a impartir y el lugar donde se dictará la misma. Seguidamente se entra en lo que es el proceso de ejecución de la capacitación que se lleva a efecto por un especialista en la materia y se dirige al nivel jerárquico que se requiere.
- En tercer lugar, se evalúa la eficiencia que generó la implementación de la capacitación. Esto significa que es necesario observar si la información dada fue asimilada y puesta en práctica por los empleados y una vez determinada la situación tomar las acciones pertinentes para el reforzamiento.